# Търпена Попдимитрова
Търпена Попдимитрова е българска просветна деятелка и революционерка, деец на Вътрешната македоно-одринска революционна организация.

## Биография
Търпена Димитрова е родена през 1884 година в костурското село Шестеово, тогава в Османската империя. Към 1903 година е учителка в Дъмбени и подпомага дейността на ВМОРО, но по клевета на Герман Каравангелис е затворена в Битоля заедно с четирима свои съселяни. Умира през 1918 година.